# Сифон (гидрография)

Схемы сифонов

Сифон — в гидрографии и спелеологии подводный туннель естественного или искусственного происхождения, целиком заполненный водой. Представляет значительную опасность для пловцов, так как сифон может быть значительной длины, не иметь подходящего сечения для прохождения человека и т. д. Длина сифонов может составлять от нескольких метров до нескольких километров. Самый длинный сифон на территории СНГ — 935 метров (Пещера Ординская). Самый протяжённый в мире сифон — подводная пещера Окс-Бель-Ха (полуостров Юкатан, Мексика), общей протяжённостью 182 км исследованных ходов.